# غوشلوندان (مقاطعة فومن)
غوشلوندان (بالفارسية: گوشلوندان) هي قرية تقع في غيلان في إيران. يقدر عدد سكانها بـ 817 نسمة بحسب إحصاء 2016.